# Kurt Hoffmann (remero)
Kurt Hoffmann (1890-1976) fue un deportista alemán que compitió en remo. Ganó una medalla de oro en el Campeonato Europeo de Remo de 1913, en la prueba de ocho con timonel.

## Palmarés internacional
| Campeonato Europeo | Campeonato Europeo | Campeonato Europeo | Campeonato Europeo |
| Año                | Lugar              | Medalla            | Prueba             |
| ------------------ | ------------------ | ------------------ | ------------------ |
| 1913               | Gante (Bélgica)    | Medalla de oro     | Ocho con timonel   |